# Pablo Vitti
Pablo Vitti (Rosario, 9 luglio 1985) è un ex calciatore argentino, di ruolo attaccante.

## Carriera

### Club
A 18 anni inizia a giocare con la squadra della sua città disputando in quattro anni 74 partite condite da 15 reti, dopodiché passa al Banfield a gennaio dove resta per un anno e mezzo collezionando 15 presenze senza realizzare nessun gol.
Nel 2008 passa all'Independiente dove colleziona 2 presenze senza realizzare gol e a gennaio passa in prestito al Čornomorec' Odessa in Ucraina dove gioca 6 gare realizzando una rete. Ritornato dal prestito in Russia, l'Independiente lo manda nuovamente con la stessa formula in MLS al Toronto, dove vince il campionato.
Il 28 dicembre firma un contratto triennale con l'Universitario de Deportes del Perù.

### Nazionale
Conta 3 presenza nella Nazionale Under-20 di calcio dell'Argentina, risalenti al 2005.

## Palmarès

### Nazionale
- Campionato mondiale Under-20: 1

Olanda 2005